# Монте (Савона)
Монте је насеље у Италији у округу Савона, региону Лигурија.
Према процени из 2011. у насељу је живело 76 становника. Насеље се налази на надморској висини од 811 м.